# Trelew

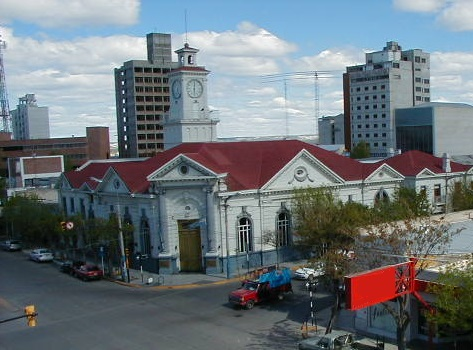
Het centrum van Trelew

Trelew is een stad in de Argentijnse provincie Chubut. Trelew is gelegen in Patagonië, in de onderste vallei van de rivier de Chubut, in het departement Rawson, op ongeveer 20 km afstand van de Atlantische Oceaan.  Bij de volkstelling van 2006 telde de stad 90.000 inwoners. 
De stad is een belangrijk commercieel en industrieel centrum, en is het belangrijkste woltextielcentrum van Argentinië. Negentig procent van de Argentijnse wol wordt hier verwerkt en verhandeld. De productie verlaat de stad via Puerto Madryn en Puerto Deseado, hoofdzakelijk voor buitenlandse markten.
In de stad bevindt zich het Regionaal Museum Pueblo de Luis, dat de historische aspecten van de streek laat zien, die verband houden met de Welshe kolonie en de Mapuche- en Tehuelche-groepen. 
Het Museo Paleontológico Egidio Feruglio bewaart de overblijfselen van het paleontologisch erfgoed van Patagonië, een van de belangrijkste in Zuid-Amerika. Het museum is beroemd om zijn dinosaurusspecimens, omvat een wetenschappelijk onderzoekscentrum en organiseert educatieve activiteiten om jongeren kennis te laten maken met paleontologie.

## Afbeeldingen

Foto's van de stad
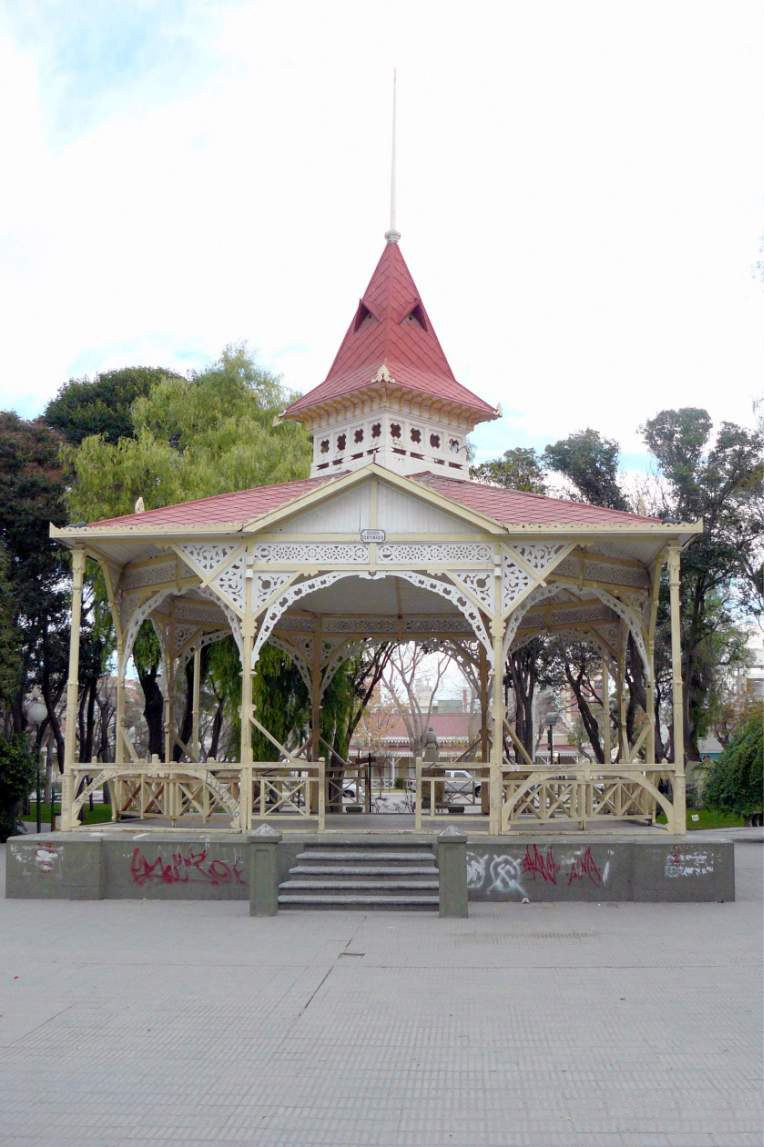
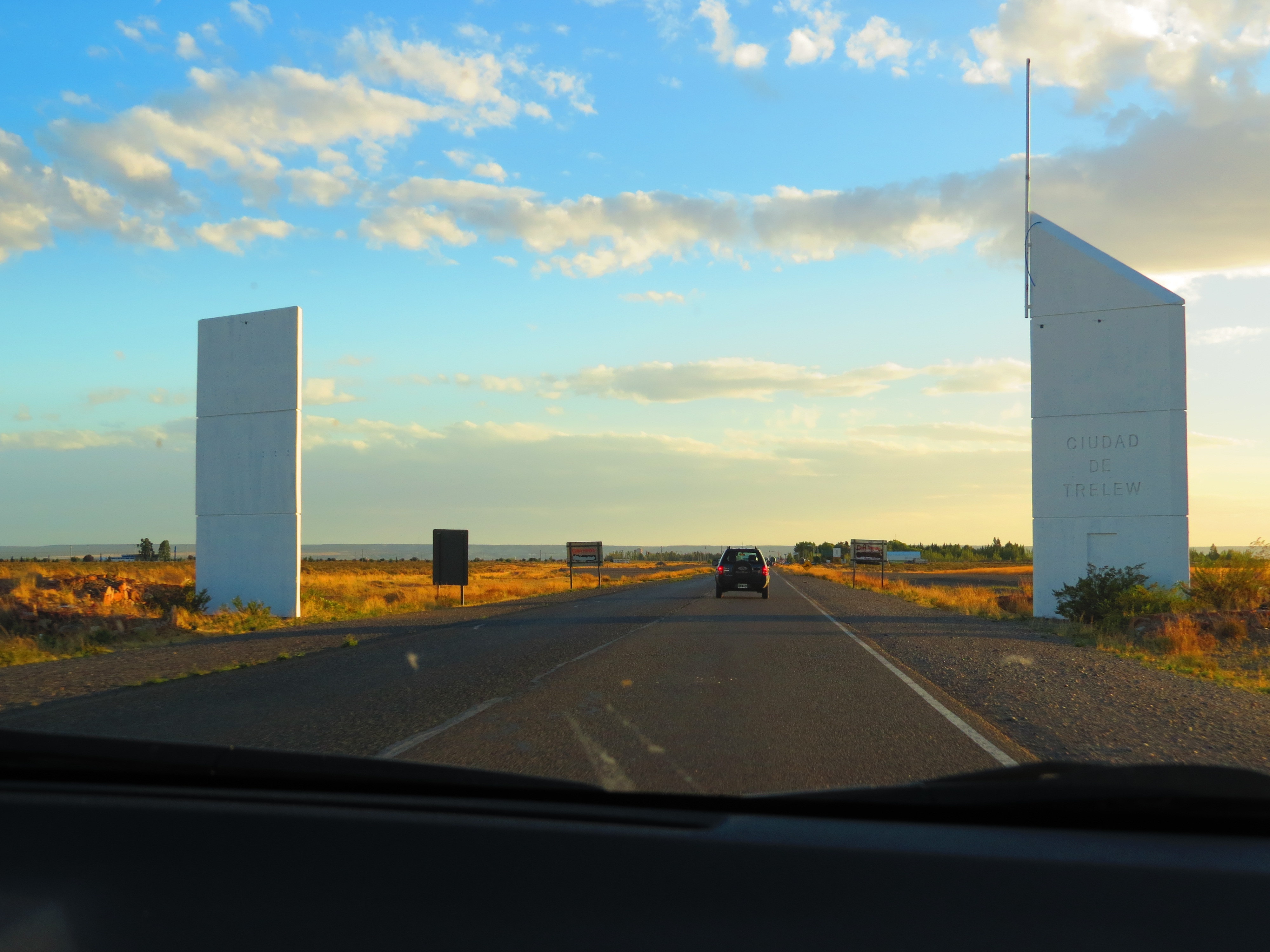
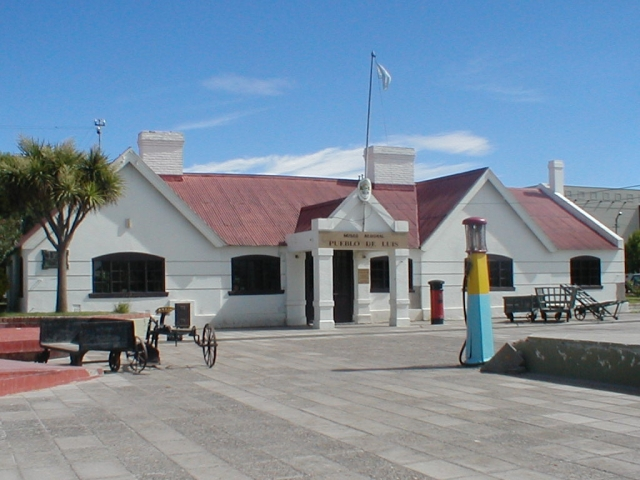
Museo Pueblo de Luis

Het Egidio Feruglio Paleontologisch Museum
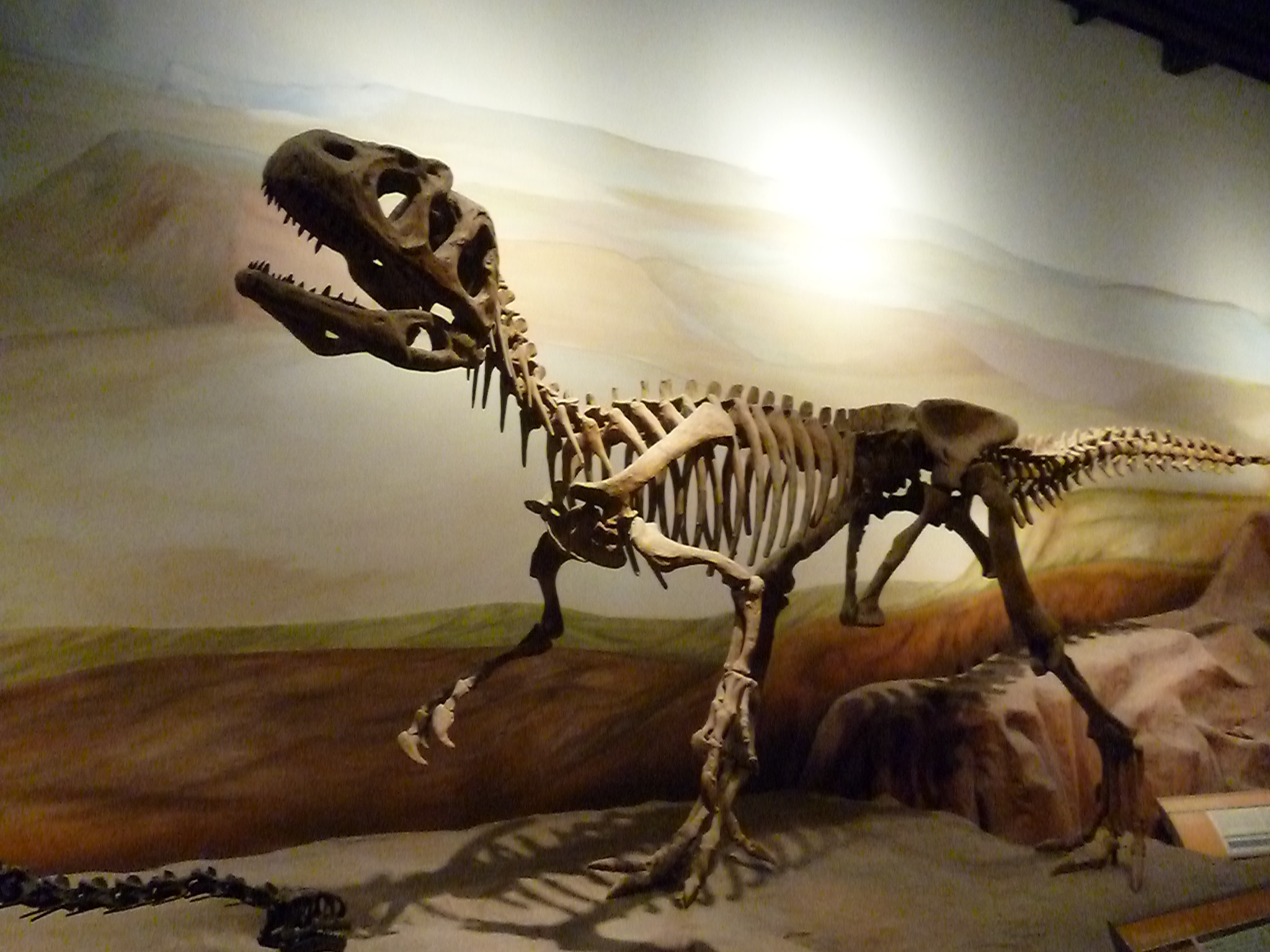
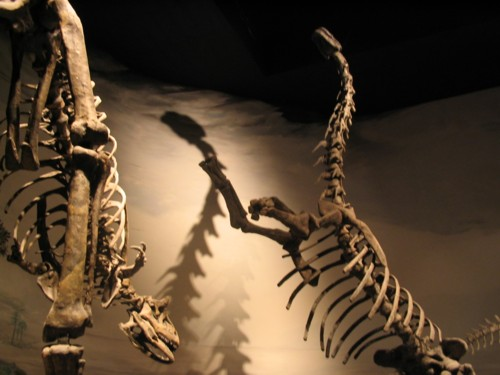
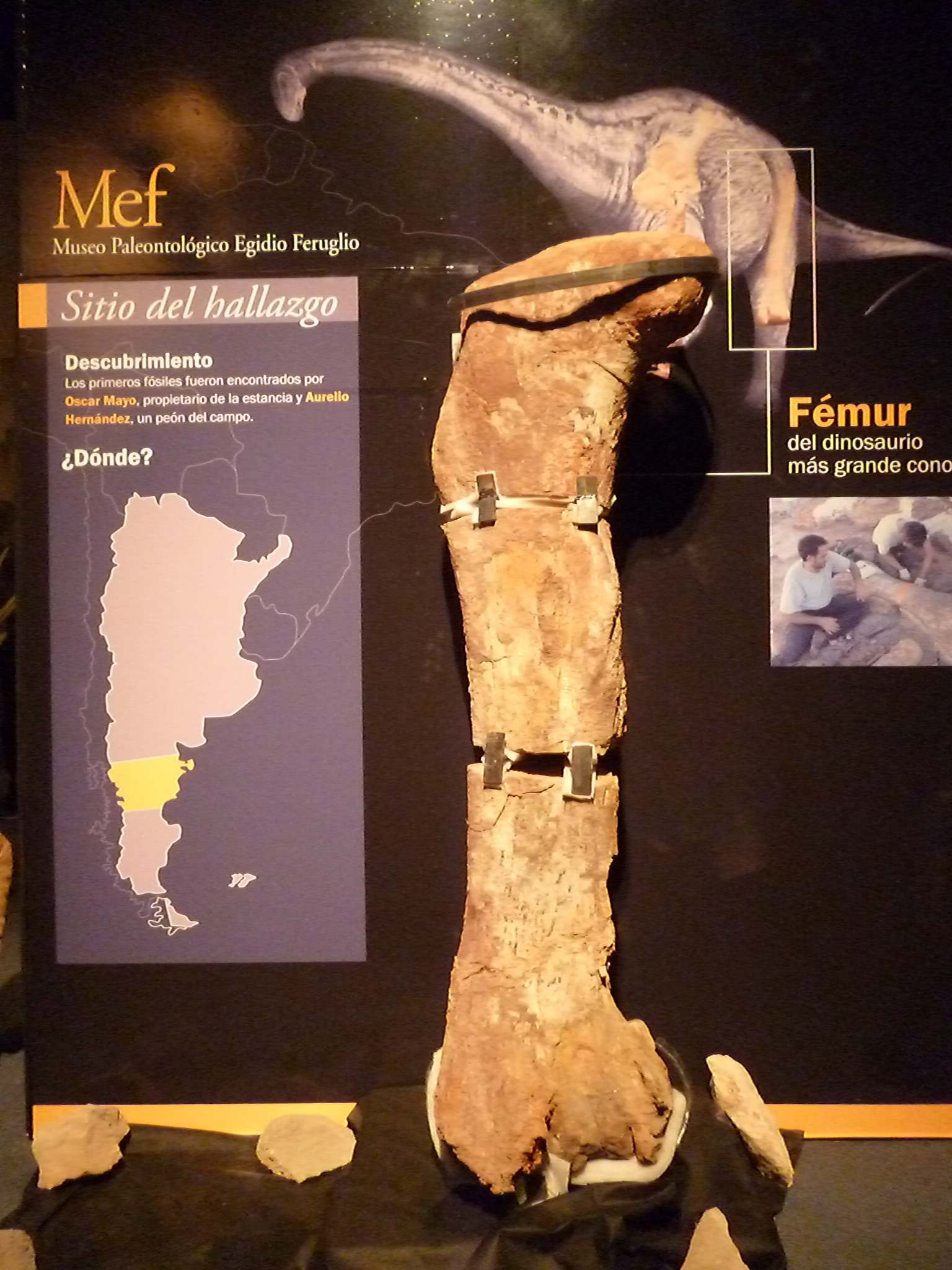
Dijbeen van de grootste bekende dinosaurus, de beroemde, Patagotitan

- Library of Congress Control Number: n85308492
- MusicBrainz: 086d353f-0268-4325-b811-edc44180daea
- Nationale Bibliotheek van Israël: 987007560175305171
- Virtual International Authority File: 135505564
- WorldCat: E39PBJx4jQThWvk3p7X3CHfcyd